# Mark Luijpers
Mark Luijpers (Cadier en Keer, 5 ottobre 1970) è un allenatore di calcio ed ex calciatore olandese, di ruolo difensore.

## Palmarès

### Giocatore

#### Competizioni nazionali
- Coppa dei Paesi Bassi: 2

Roda JC: 1996-1997, 1999-2000